# Pär Lindgren
Pour les articles homonymes, voir Lindgren.
Pär Lindgren (né le 16 janvier 1952 à Göteborg) est un compositeur et professeur de musique suédois.

## Biographie
Il est considéré comme l'un des plus grands compositeurs de musique électroacoustique en Suède, et l'un des plus importants compositeurs suédois de musique orchestrale de sa génération avec Jan Sandström, Anders Hillborg, et Anders Nilsson. Lindgren a étudié la composition à l'École royale supérieure de musique de Stockholm - (KMH) dans les années 1970. Depuis 1980, il a enseigné au KMH et était professeur de composition entre 1998 et 2008. Il a été le professeur d'Adrian Knight (en) entre 2006 et 2009. Lindgren a remporté le prix Christ Johnson en 1987 et 1996.

## Œuvres
- Elektrisk musik 1978
- Rummet 1980
- Shadows that in Darkness Dwell: A Fantasy on a Song by John Dowland 1982–1983
- Bowijaw for String Orchestra 1984
- Fragments of a Circle 1989
- Guggi-Guggi for Trombone and Tape 1990–1991
- Oaijé : Lines & Figurations 1992–1993
- Sea Cuts 1995
- Islands 1997
- Metamorphose I : The Cockroach 1985/1999
- Cheshire Figurations 2003
- Sirens(s) 2006–2007